# IBM 2260

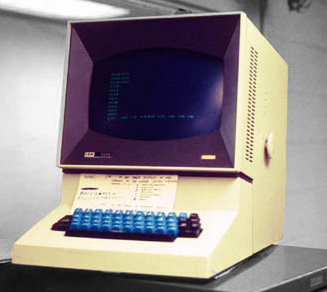
Дисплейний термінал IBM 2260

IBM 2260 — текстовий монохромний термінал, представлений на ринку компанією IBM у 1964 році.
Існувало три моделі терміналів 2260. Модель 1 могла відображати максимум 240 символів (впорядкованих у вигляді шести рядків по 40 символів). Модель 2 відображала 480 знаків (12 рядків по 40 символів), а Модель 3 — 960 символів (12 рядків, але по 80 символів — обсяг однієї перфокарти). Існувала модель без клавіатури.
Цікавою особливістю терміналів 2260 було те, що лінії розгортки зображення були не горизонтальні, а вертикальні (промінь пробігав згори до низу, на відміну від телевізорів і більшості інших дисплейних пристроїв, де застосовують звичайну розгортку зліва направо).
Керування терміналами здійснювалося за допомогою контролера IBM 2848. До одного такого контролера можна було приєднати до 24 терміналів IBM 2260. Контролер міг під'єднуватися безпосередньо до мейнфрейма за допомогою каналу вводу-виводу, а у випадку віддаленого використання — за допомогою послідовного інтерфейсу зі швидкістю до 2400 біт/с.
Опціональний адаптер дозволяв також під'єднання одного принтера IBM 1053; принтер міг спільно використовуватися всіма терміналами, під'єднаними до контролера 2848.
Контролер 2848 зберігав екранні символи не у звичайній оперативній пам'яті, а у магнітострикційній лінії затримки, що було значно дешевшим рішенням у порівнянні з пам'яттю на феритових осердях. Лінією затримки слугував металевий дріт, згорнутий у спіраль, з одного кінця якого розташовувався електромагніт, а з іншого — детектор кручення, за принципом роботи схожий на звичайний звукознімач для грамплатівок. Вібрації, ініційовані електромагнітом, спричиняли до розповсюдження хвилі у металевій дротині, які через частки секунди «зчитувалися» детектором. Електричний сигнал, вироблений детектором, перетворювався на сигнал розгортки електронно-променевої трубки, що надсилався до чергового терміналу.
Одним кумедним ефектом такого рішення було те, що коли спеціальна піднята підлога, на якій зазвичай встановлювалося комп'ютерне обладнання, незначно вібрувала (таке могло траплятися, наприклад, коли кремезна людина проходила поряд, або коли неподалік був ліфт), деякі біти у лінії затримки губилися або спотворювалися. Якщо до контролера було приєднано багато терміналів, на деякий час зображення псувалося на усіх з них.
Варіант IBM 2265 з контролером IBM 2845 був менш дорогим, ніж 2260 / 2848, і призначеним для користувачів, яким був потрібен лише один термінал.
Знакогенератори IBM 2260 і 2265 вирізнялися тим, що у них використовувався затверджений, але так і не оприлюднений стандарт набору символів ASCII 1965-го року ASA X3.4-1965.